# Miteler Rebe
Dovber Schneuri (13 de novembre de 1773 - 16 de novembre de 1827) fou un rabí ortodox i el segon Rebe (líder espiritual) del moviment jasídic Jabad-Lubavitx. El rabí Dovber va ser el primer Rebe a instal·lar-se a Lubavitxi, la ciutat que va donar el seu nom a la coneguda dinastia jasídica de Jabad. Dovber Schneuri també és conegut com el Miteler Rebe (“el Rebe Intermedi“ en jiddisch).

## Biografia
El rabí DovBer va néixer a Liozna, a Belarús, el 9 de Kislev de 5534. El seu pare, el rabí Shneur Zalman de Liadi, el primer Rebe de Jabad, el va anomenar com el seu mestre: el rabí DovBer Ben Avraham, el Maguid de Mezritch, deixeble i successor del Baal Xem Tov, el fundador del moviment jasídic. El Rabí DovBer va adoptar el cognom "Schneuri," del seu pare. Finalment, el cognom Schneuri va esdevenir: "Schneerson". En 1788 el Rebe es va casar amb Sheine, la filla del rabí del poble.
A l'edat de 39 anys, va morir el seu pare, quedant el fill a càrrec de gran part del moviment jasídic, ja que una altra part fou liderada per un dels alumnes predilectes del seu pare: el Rabi Aaron HaLevi de Strashelye. El Rabí Dovber va establir una Ieixivà a Lubàvitx, que va atreure a una gran quantitat de joves estudiants. El seu gendre, que més tard va esdevenir el seu successor, Rabi Menachem Mendel, fou el director de la Ieixivà.
En 1815, amb el suport del govern rus, el Rebe va crear unes colònies agrícoles jueves en la regió de Jersón, a Ucraïna, i va recolzar ferventment el treball dels jueus en l'agricultura. El rabí Dovber, va iniciar una campanya perquè els jueus aprenguessin diferents oficis, fins i tot els joves solters que no mostraven aptituds en els estudis. El rebe animava els joves perquè aprenguin un ofici o perquè treballin en el camp. El rebe, recolzava fortament als jueus que vivian en la Terra d'Israel, i els va incentivar al fet que s'assentessin en la ciutat bíblica d'Hebron. Ell mateix va mostrar cert interès per establir-se en aquesta ciutat, un projecte que finalment no es va realitzar.
Igual que el seu pare, el Rebe va ser acusat falsament pels seus enemics d'estar en contra del govern rus, i va ser arrestat sota els càrrecs d'enviar al Sultà 200 rubles, i va ser citat a presentar-se en un judici en la ciutat de Vítsiebsk, finalment a través dels esforços de diversos amics no jueus, el Rebe va aconseguir lliurar-se dels falsos càrrecs, el 10 de Kislev de 5587 (1826 en el calendari gregorià), una data que actualment és un dia de celebració pels jasidim de Jabad. El Rebe va morir el 9 de Kislev (en el dia del seu aniversari) l'any 5588 del calendari hebreu (1827), a l'edat de 54 anys.